# Antonio Villaraigosa
Antonio Ramón Villaraigosa, född 23 januari 1953 i Boyle Heights, East Los Angeles, Kalifornien, är en amerikansk demokratisk politiker. Han var borgmästare i Los Angeles 2005–2013. Han är den första latino-borgmästaren i Los Angeles sedan 1872. Villaraigosa valdes till borgmästare i det svåra valet i Los Angeles den 17 maj 2005, där han besegrade den dominerande och tidigare borgmästaren James Hahn. Innan han fick tjänsten som borgmästare var Villaraigosa Kaliforniens parlamentsledamot för det 45:e distriktet. Villaraigosa har tidigare varit talman i Kaliforniens delstatsparlament och City Councilman som företrädare för Los Angeles 14:e distrikt. Han har även haft en lång karriär som arrangör.
I november 2016, meddelade Villaraigosa sin kandidatur till guvernör i Kalifornien år 2018.